# Selfocracy
Selfocracy – debiutancki album studyjny belgijskiego piosenkarza Loïca Notteta. Wydawnictwo ukazało się 31 marca 2017 nakładem wytwórni muzycznej Sony Music Entertainment. 
Materiał zgromadzony na płycie składa się z 12 anglojęzycznych utworów. Producentami albumu byli Loïc Nottet, Alexandre Germys, Luuk Cox, soFLY, Nius, Oddefellow i ICO. Wydawnictwo promowały single „Million Eyes” i „Mud Blood”. Album zadebiutował na 1. miejscu belgijskiej listy sprzedaży – Ultratop. Płyta uzyskała status platynowej płyty w Belgii, przekraczając liczbę 20 tysięcy sprzedanych kopii.

## Lista utworów
Opracowano na podstawie materiału źródłowego.
| Nr  | Tytuł utworu                    | Słowa                                                                              | Muzyka                  | Długość |
| --- | ------------------------------- | ---------------------------------------------------------------------------------- | ----------------------- | ------- |
| 1.  | „Selfocracy”                    | Loïc Nottet                                                                        | Loïc Nottet             | 3:06    |
| 2.  | „Mud Blood”                     | Nottet, Alexandre Germys, Amy Morrey                                               | Alexandre Germys        | 3:04    |
| 3.  | „Team8”                         | Nottet, Luuk Cox, Amy Morret                                                       | Luuk Cox                | 3:23    |
| 4.  | „Dirty” (gościnnie: Lil Trip)   | Nottet, Pierre-Antoine Melki, Raphaël Judrin, Yoan Chirescu, Morret, Yannis Borrey | soFLY, Nius, Oddefellow | 3:40    |
| 5.  | „Million Eyes”                  | Nottet, Cox, Morret                                                                | Cox                     | 4:13    |
| 6.  | „Whisperers”                    | Nottet, Morrey                                                                     | Germys                  | 3:05    |
| 7.  | „Poison” (gościnnie: Shogun)    | Nottet, Germys, Allan François, Morrey, Shogun                                     | Germys                  | 6:39    |
| 8.  | „Cure”                          | Nottet, Morrey                                                                     | Germys                  | 4:13    |
| 9.  | „Wolves” (gościnnie: Raphaella) | Nottet, Morret, Salim Elakkari                                                     | ICO                     | 3:18    |
| 10. | „Hungry Heart”                  | Nottet, Germys, Morrey                                                             | Germys                  | 3:12    |
| 11. | „Peculiar and Beautiful”        | Nottet                                                                             | Nottet                  | 2:00    |
| 12. | „Mirror”                        | Nottet, Morrey                                                                     | Germys                  | 5:08    |
|     |                                 |                                                                                    |                         | 45:01   |

## Notowania i certyfikaty
| Lista (2017)                           | Najwyższa pozycja |
| -------------------------------------- | ----------------- |
| Belgia (Ultratop 200 Albums, Flandria) | 3                 |
| Belgia (Ultratop 200 Albums, Walonia)  | 1                 |
| Francja (Top Albums)                   | 6                 |
| Szwajcaria (Alben Top 100)             | 20                |

| Lista (2017)                           | Najwyższa pozycja |
| -------------------------------------- | ----------------- |
| Belgia (Ultratop 200 Albums, Flandria) | 70                |
| Belgia (Ultratop 200 Albums, Walonia)  | 1                 |
| Francja (Top Albums)                   | 117               |

| Państwo      | Status          |
| ------------ | --------------- |
| Belgia (BEA) | platynowa płyta |